# Advanced Composition Explorer
Pour les articles homonymes, voir ACE.
Advanced Composition Explorer ou ACE  est un satellite scientifique du programme Explorer de l'agence spatiale américaine de la NASA qui a pour objectif d'étudier in situ les particules d'origine solaire, interplanétaire, interstellaire et galactique. ACE est lancé en 1997 et sa mission doit durer jusqu'en 2024.

## Historique du projet et déroulement de la mission
Le projet est conçu au cours de rencontres qui ont lieu en juin 1983 à l'université du Maryland. Le projet est proposé à la NASA dans le cadre de son programme Explorer, dédié aux missions spatiales scientifiques à budget limité, mais il n'est pas retenu. En 1986 la NASA lance un nouvel appel à propositions dans le cadre du programme Explorer et ACE fait partie des quatre projets sélectionnés. En 1988 une étude de faisabilité d'un an est lancée (Phase A). Le projet ACE débute officiellement le 22 avril 1991 avec la mise en place d'un contrat entre le centre de vol spatial Goddard de la NASA et CALTECH. Les études de définition (Phase B) débutent officiellement en août 1992. La réalisation (Phase C/D) est lancée peu après la revue préliminaire de conception de mission qui a lieu en novembre 1993.
ACE est construit par le Laboratoire de physique appliquée de l'université Johns-Hopkins. Le développement s'achève avant la date de fin planifiée en ayant à un coût de développement de 107 millions de dollars américains nettement inférieur aux 141 millions de dollars américains prévus.

## Déroulement de la mission
ACE est lancé le 25 août 1997 par un lanceur Delta II 7920 décollant depuis la base de lancement de Cap Canaveral. Après un transit de quatre mois, ACE est placé sur une orbite de Lissajous autour du point de Lagrange L1 à 1,5 million de kilomètres de la Terre sur la droite reliant la Terre et le Soleil. Cette orbite nécessite peu de carburant pour être maintenue et les mesures effectuées ne sont pas affectées par le champ magnétique terrestre. Par ailleurs dans cette position le satellite peut détecter 1 heure avant la Terre les La phase opérationnelle de la mission débute le 1er février 1998. 
Depuis janvier 1998 les données ACE relatives au vent solaire sont rendues publiques par la NOAA en temps réel ce qui permet d'anticiper environ une heure à l'avance les orages magnétiques. ACE fonctionne de manière nominale 10 ans après son lancement hormis l'instrument SEPICA qui ne fournit plus de résultat depuis février 2005 à la suite d'une défaillance d'une valve. La stratégie de correction de l'orbite est modifiée de manière à réduire la consommation d'hydrazine et permettre au satellite de fonctionner jusqu'en 2024.

## Objectifs scientifiques
L'espace interplanétaire au sein du Système solaire est parcouru par des particules ayant une forte énergie expulsées par le Soleil ou ayant des origines plus lointaines : nuages interstellaires, étoile de notre galaxie. ACE étudie la composition du matériau issu du Soleil, du milieu interstellaire local et de la galaxie. Les rayons cosmiques sont des échantillons de la galaxie qui ont été accélérés il y a plusieurs millions d'années. Les particules émises par le Soleil sont formés de matière issue du milieu interstellaire et stockés dans le Soleil au moment de sa création il y a 4,6 milliards d'années.

## Caractéristiques techniques

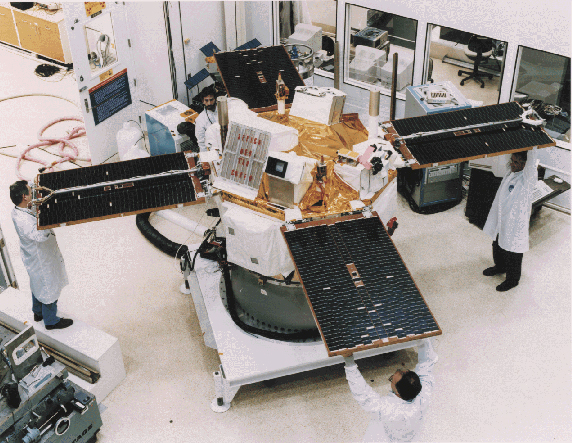
ACE vue du dessus : on distingue les instruments installés sur le pont supérieur.

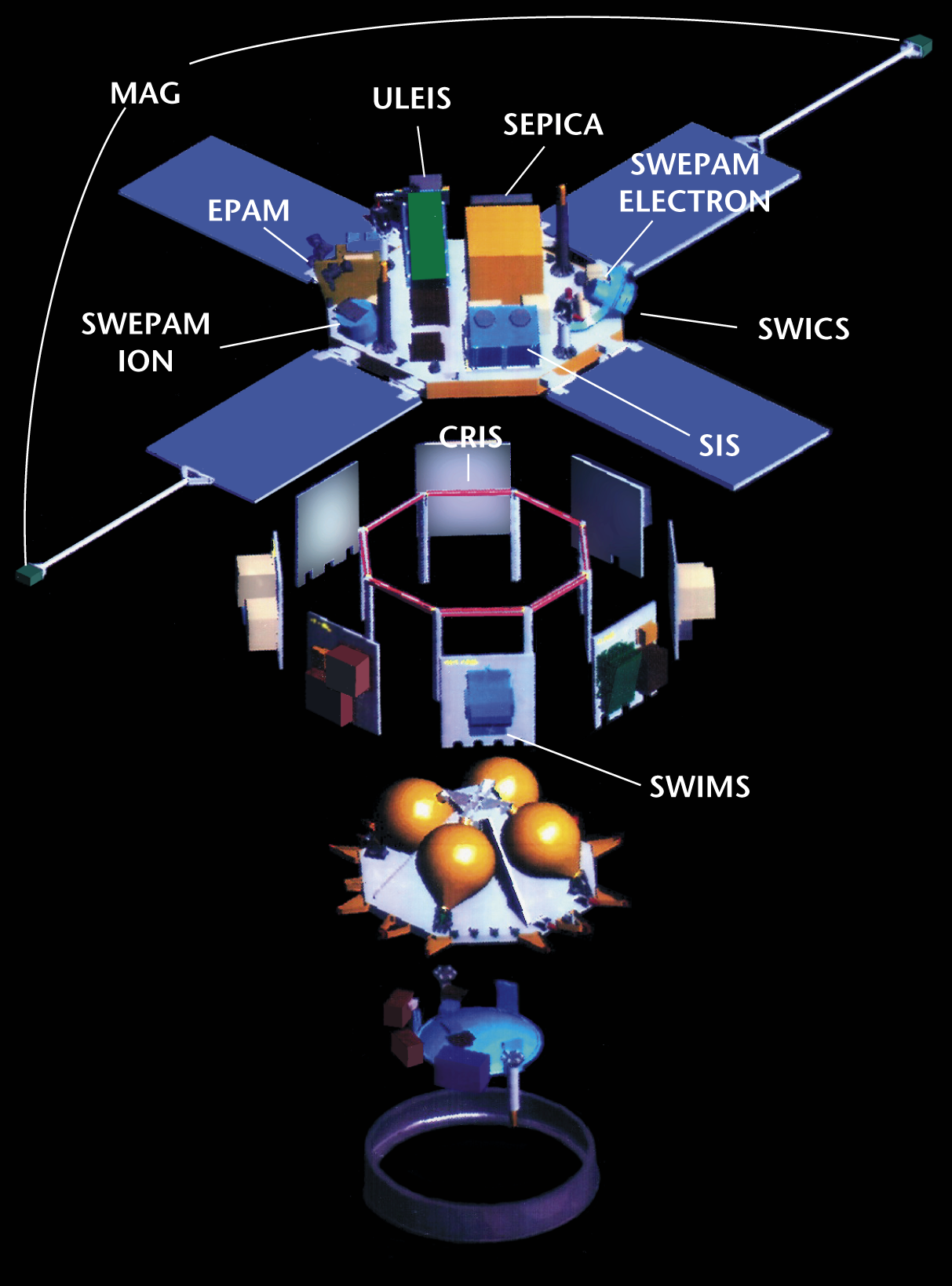
Éclaté d'ACE montrant l'emplacement des instruments scientifiques.

ACE a la forme d'un cylindre de faible hauteur à huit facettes de 1,6 m de diamètre et de 1 m de haut. La structure est réalisée en nid d'abeille d'aluminium avec des longerons en aluminium et titane. Il pèse 785 kg dont 156 kg de charge utile (instruments scientifiques) et 185 kg d'hydrazine utilisé par ses moteurs-fusées pour l'insertion sur l'orbite de travail puis le maintien sur cette orbite. Quatre panneaux solaires sont attachés au pont supérieur. Six des instruments scientifiques (SEPICA, SIS, SWICS, SWEPA, ULEILS, EPAM et S2DPU) sont fixés sur ce pont sur le pourtour du satellite de manière à ne pas se masquer mutuellement leur champ de vue. Deux instruments (CRIS et SWIMS) sont fixés sur les flancs de ACE tandis que les mâts du magnétomètre prolongent deux des panneaux solaires. Le satellite est constamment aligné sur la droite qui relie le Soleil à la Terre avec le pont supérieur tourné vers le Soleil. Le satellite est en rotation lente autour de son axe vertical (l'axe du cylindre) à raison 5 tours par minute pour maintenir son orientation. Les télécommunications avec la Terre sont assurées en bande S avec un débit pour le transfert des données scientifiques de 7 kilobits en temps réel et 78 kilobits en différé. Les données peuvent être stockées sur une mémoire de masse de 2 Gigabits. Les panneaux solaires fournissent environ 500 watts,.

## Instruments scientifiques
Le satellite embarque neuf instruments scientifiques dont six spectromètres spécialisés et trois instruments complémentaires dont un magnétomètre :

### Les spectromètres spécialisés
Six spectromètres ont été développés pour la mission. Tous ont une capacité de collecte multipliée par 10 à 100 par rapport aux instruments embarqués sur des satellites comme WIND et GEOTAIL. Chacun est optimisé pour une gamme d'énergie donnée :
- CRIS (Cosmic Ray Isotope Spectrometer) mesure la composition isotopique des rayons cosmiques composés de noyaux atomiques d'hélium au nickel (éléments 2 à 28) ayant une énergie comprise entre 100  et   600 MeV par nucléon.
- SIS (Solar Isotope Spectrometer) identifie les éléments et mesure la composition isotopique des noyaux atomiques d'hélium au nickel (éléments 2 à 28) ayant une énergie comprise entre 10  et   100 MeV. Les particules mesurées sont celles émises par le Soleil durant les tempêtes solaires. SIS mesure à la fois la trajectoire et l'énergie de chaque particule.
- ULEIS (Ultra Low Energy Isotope Spectrometer) est un spectromètre pour mesurer les flux d'isotopes d'hélium au Nickel (éléments 2 à 28) ayant une énergie comprise entre 45 keV et quelques MeV par nucléon. Il mesure également les ions plus lourds que le fer lorsqu'ils ont une énergie d'environ 0,5 MeV par nucléon.
- SEPICA (Solar Energetic Particle Ionic Charge Analyzer) permet de déterminer la charge électrique, le type d'élément et l'énergie des ions émis par le Soleil ayant une énergie comprise entre 0,5  et   10 MeV par nucléon.
- SWIMS (Solar Wind Ion Mass Spectrometer) mesure la composition du vent solaire et sa vitesse.
- SWICS (Solar Wind Ion Composition Spectrometer) est un spectromètre qui mesure la charge, la température et la vitesse des ions composant le vent solaire ayant une vitesse comprise entre 145 km/s (protons) et 1 532 km/s (fer).

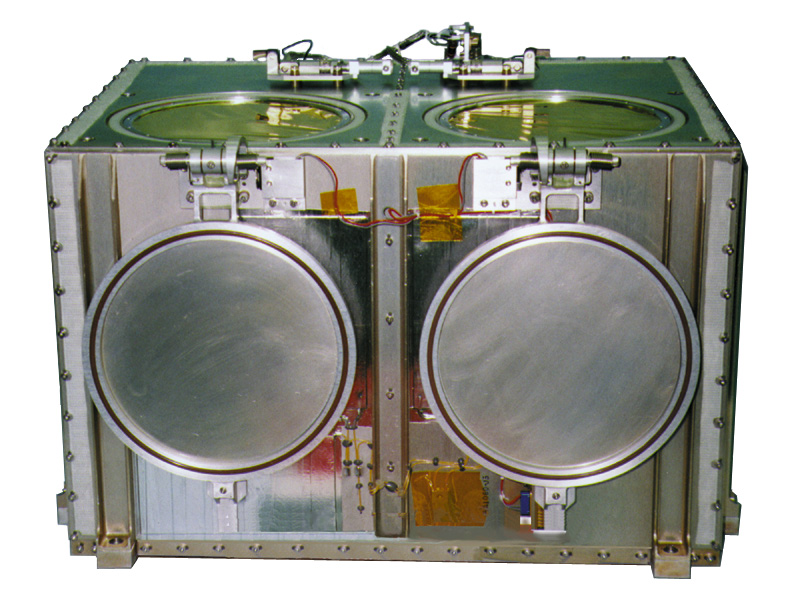
Le spectromètre SIS.
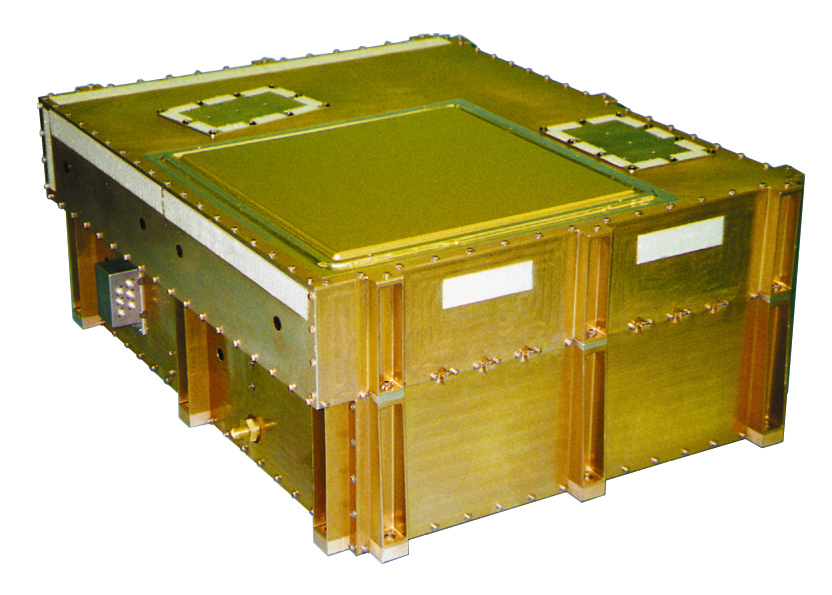
Le spectromètre CRIS.
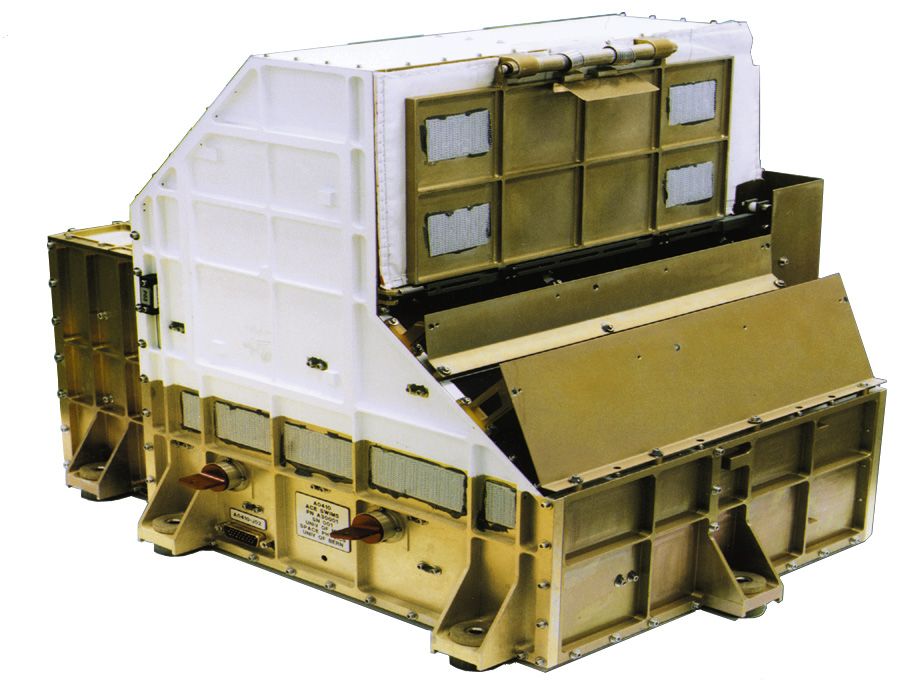
Le spectromètre SWIMS.
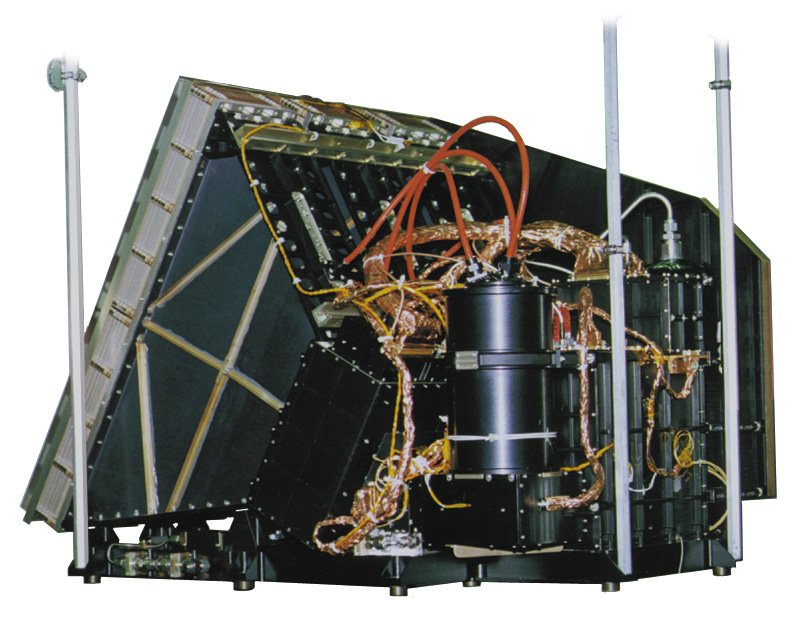
Le spectromètre SEPICA.
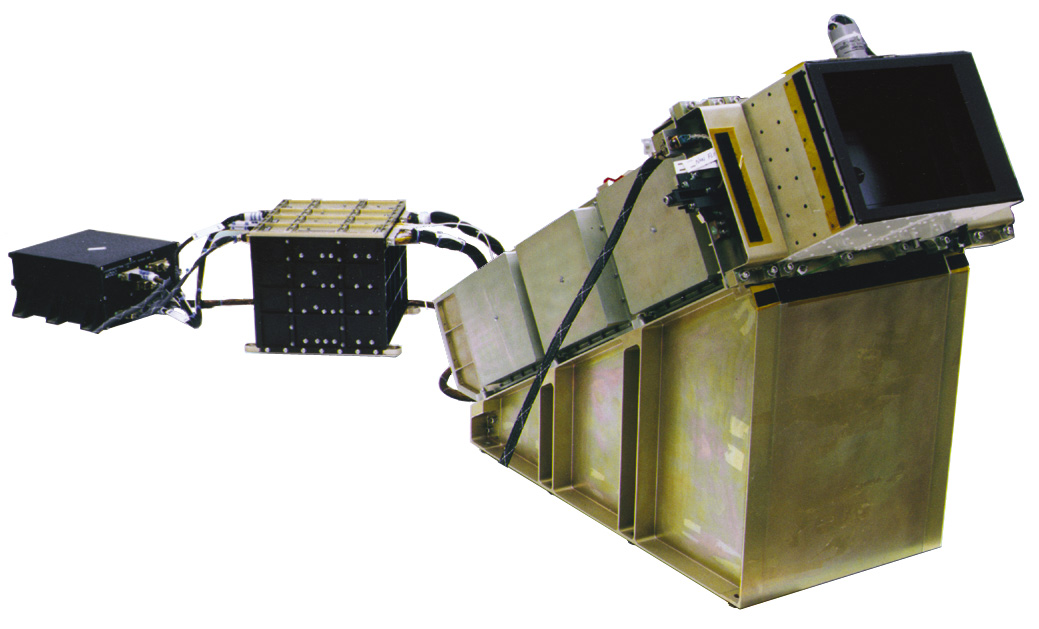
Le spectromètre ULEIS.
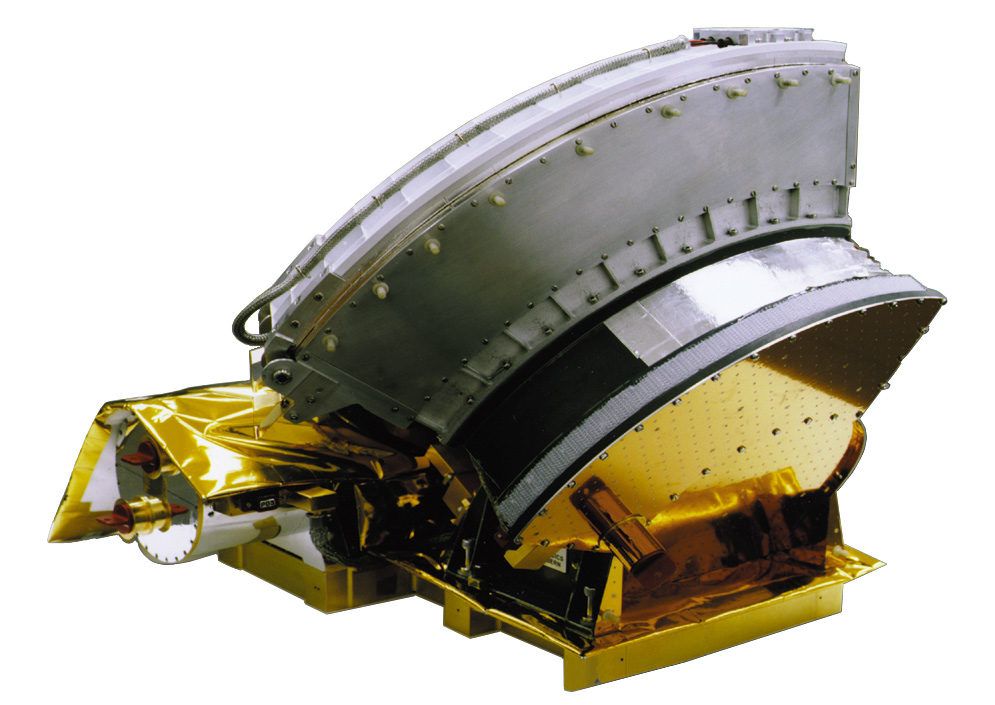
Le spectromètre SWICS.

### Les instruments de mesure standard
- EPAM (Electron, Proton, and Alpha Monitor) mesure les flux et l'énergie des protons, noyaux alpha et électrons émis par les tempêtes solaires. EPAM permet de traiter les particules dont l'énergie est comprise entre 30 keV et 4 MeV par nucléon pour les éléments allant de l'hélium au fer.
- SWEPAM (Solar Wind Electron, Proton, and Alpha Monitor) mesure les flux d'ions et de plasma d'électrons contenus dans le vent solaire. L'instrument détecte les particules ayant une énergie allant de 0,26  à   36 keV pour les ions et de 1  à   1 350 eV pour les électrons.
- Le magnétomètre (MAG) comprend deux antennes avec des capteurs tri axiaux.

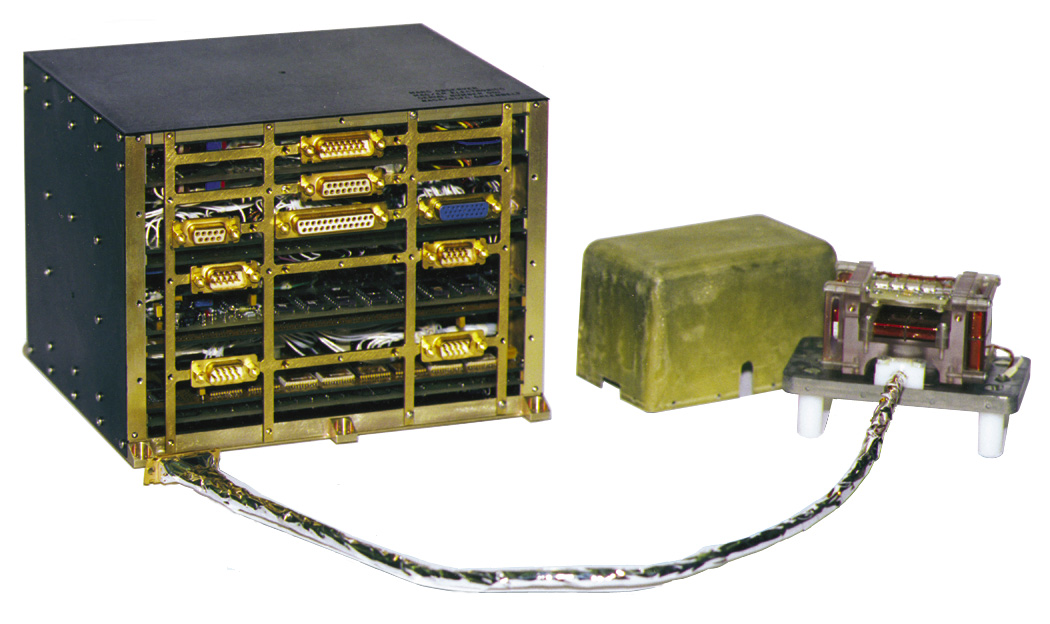
Le magnétomètre MAG.
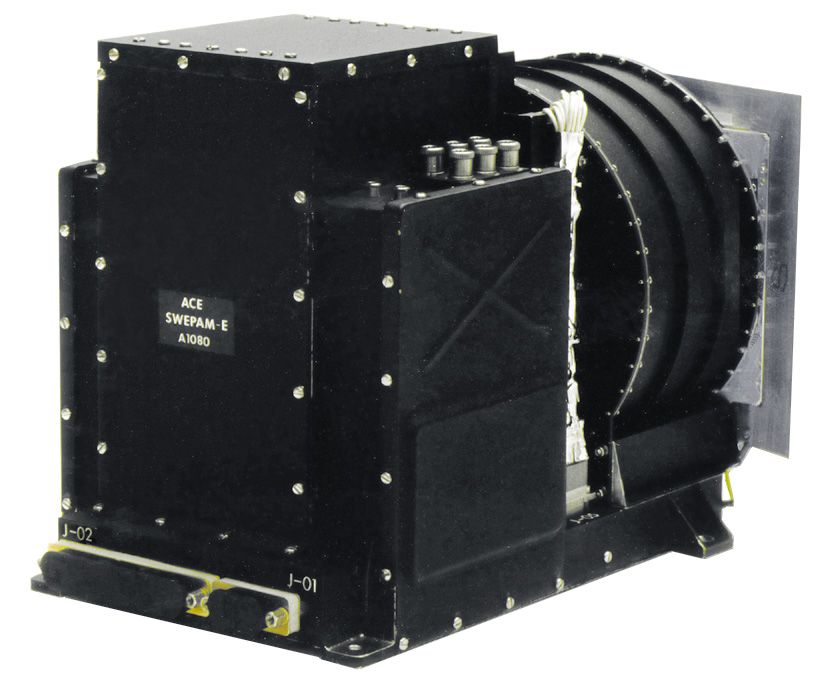
Système de mesure SWEPAM.
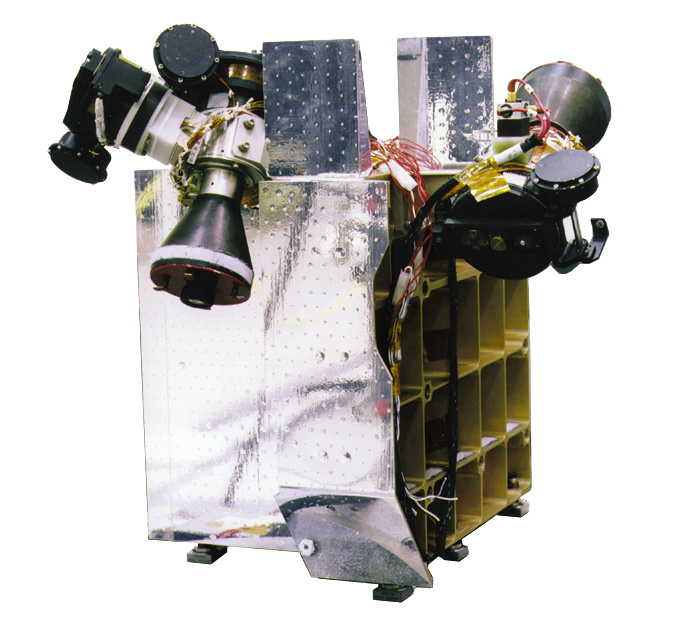
Système de mesure EPAM.

## Résultats scientifiques
Les mesures des isotopes radioactifs présents dans le rayonnement cosmique effectuées par ACE ont déterminé que le rayonnement cosmique a été accéléré au moins 100 000 ans après que leurs constituants ont été synthétisés par les explosions de supernova. D'autres mesures effectuées sur les isotopes indiquent que le rayonnement cosmique voyage en moyenne 15 millions d'années dans la galaxie avant de disparaître ce qui implique qu'il est continuellement renouvelé. L'abondance relative des isotopes de magnésium, silicium, calcium, fer et nickel est très proche de celle des particules du système solaire ce qui implique que la galaxie a peu évolué dans ce domaine depuis la création du Système solaire
ACE permet de mieux connaître la composition du Soleil. En comptant le nombre d'électrons attachés aux noyaux atomiques du rayonnement cosmique d'origine solaire, on peut déterminer la température des régions du Soleil dont ils sont originaires. ACE est lancé durant un minimum du cycle solaire et a pu observer la phase ascendante du cycle caractérisée par des éruptions solaires parmi les plus puissantes observées depuis le début de l'ère spatiale. Ces événements, qui ont été étudiés par les instruments très performants de ACE ainsi que par ceux d'autres satellites scientifiques, ont permis un accroissement très important de nos connaissances sur le Soleil. Par ailleurs l'étude du vent solaire, des particules solaires et des rayons cosmiques par ACE combinée avec les mesures effectuées par d'autres engins spatiaux comme Ulysses et Voyager ont apporté des informations nouvelles sur la bulle de vent solaire (héliosphère) qui entoure notre système solaire et sur ses interactions avec la galaxie.